# Glaciar Zykov
El glaciar Zykov (70°37′S 164°46′E / -70.617, 164.767) es un valle glaciar que mide unos 40 km de largo en la Antártida. Se encuentra en las montañas Anare, fluye en dirección noroeste y alcanza la costa entre el cabo Williams y Cooper Bluffs. Fue fotografiado por la Expedición Antártica Soviética en 1958, y fue nombrado por el navegador Ye. Zykov, quien falleció en la Antártida el 3 de febrero de 1957.